# 윈터 고든
다이애나 고든(Diana Gordon, 1988년 8월 25일 ~ )은 미국의 싱어송라이터으로, 윈터 고든(Wynter Gordon)이라는 예명으로 활동하고 있다.

## 음반 목록

### 정규 앨범
- With the Music I Die (2011)

### EP
- The First Dance (2010)
- Human Condition: Doleo (2012)
- Human Condition: Sanguine (2013)
- Five Needle (2015)
- Pure (2018)